# Комиссаров, Александр Данилович (актёр)
Александр Данилович Комиссаров (род. 16 июля 1944, Тегеран) — советский, российский актёр.

## Биография
Сын востоковеда Даниила Самуиловича Комиссарова, брат актёра Юрия Комиссарова. В 1967 году окончил студию при ЦДТ (мастерская Печников Г. М., Некрасова А. А.) и с 1967 года работает в Российском академическом Молодёжном Театре.

## Фильмография
- 1964 — Обыкновенное чудо — Ученик охотника
- 1967 — Война и мир — мастеровой
- 1972 — Стихи Агнии Барто (фильм-спектакль)
- 1973 — Мегрэ и человек на скамейке (фильм-спектакль) — Альбер Жорис
- 1973 — Московские каникулы (фильм-спектакль)
- 1996 — Научная секция пилотов
- 2002 — Азазель — Тимоша
- 2002 — Невозможно зеленые глаза — Иван Иванович
- 2003 — Есть идея…
- 2004 — Бальзаковский возраст, или Все мужики сво… — Сергей Сергеевич Краско
- 2004 — Виола Тараканова. В мире преступных страстей−1 — Рюриков-отец
- 2004 — Джек-пот для Золушки
- 2004 — Покушение
- 2005 — Лола и Маркиз — ювелир
- 2006 — Индейский петух (короткометражный)
- 2007 — Живописная авантюра — Пётр Сергеевич Глухов
- 2007 — Ловушка
- 2007 — Мороз по коже — профессор
- 2007 — Несколько простых желаний — Савелий
- 2007 — Предел желаний — Штейн-Соколов
- 2008 — Виват, Анна! — Гавриил Головкин
- 2009 — Концерт | Concert, Le"
- 2010 — Рейдер — Прошкин
- 2010 — Сказка. Есть — Химсторик Виссарионович
- 2010 — Фотки — Виталий Витальевич
- 2011 — Жуков — Пётр Поспелов
- 2012 — Клуши — частный детектив
- 2013 — Стройка — Марк Аркадьевич
- 2014 — Ёлки 1914 — Серафим
- 2017 — Доктор Анна — Иван Валерьевич Нельский, главврач
- 2017 — Защитники — Виктор Добронравов
- 2021 — Непослушник — монах
- 2022 — Одна — главврач
- 2022 — Оффлайн — Донской, адвокат
- 2022 — Непослушник 2. Вспомнить всё — монах

## Работа в театре
- 1989 — «Приключения Тома Сойера» М. Твена. Режиссёр: Д. Крэнни — Фрэд
- 2002 — «Лоренцаччо» Альфреда Де Мюссе. Режиссёр: Алексей Бородин — Веттори
- 2006 — «Самоубийца» Н. Эрдмана. Режиссёр: Вениамин Смехов — Отец Елпидий
- 2009 — «Приглашение на казнь» В. Набокова. Режиссёр: Павел Сафонов — Заместитель управляющего города, Дед